# یاتسک لنارتوویچ
یاتسک لنارتوویچ (لهستانی: Jacek Lenartowicz؛ ‏۱۳ سپتامبر ۱۹۶۰) بازیگر، صداپیشه و مجری اهل لهستان است.
از فیلم‌ها یا مجموعه‌های تلویزیونی که وی در آن‌ها نقش داشته‌است، می‌توان به باغ لوئیز، ع چون عشق، اجاره‌نشین‌ها، کارول: مردی که پاپ شد، پرستار کودک، خانه کشیش، مرز، عشق اول، پاپ ژان پل دوم، حوزه استحفاظی ۱۳، سال‌های شیرین، خانواده جایگزین، کارآگاهان جنایی، در خوشی و سختی، پدر متیو، دوران افتخار و قانون حقیقی اشاره نمود.